# Carex glossostigma
Carex glossostigma är en halvgräsart som beskrevs av Hand.-mazz. Carex glossostigma ingår i släktet starrar, och familjen halvgräs. Inga underarter finns listade i Catalogue of Life.